# Список заслуженных мастеров спорта России по боксу
Звание «заслуженный мастер спорта России» учреждено в 1992 году; первыми заслуженными мастерами спорта России по боксу в том же году стали два супертяжеловеса, побеждавшие на Играх доброй воли (ИДВ) — Евгений Белоусов и Вячеслав Яковлев.
Положение о звании (и ныне действующее, и прежние) автоматически гарантирует присвоение звания за призовое место на Олимпийских играх или победу на чемпионате мира в олимпийской дисциплине (фактически к чемпионатам мира были приравнены и Игры доброй воли); кроме того, звание может быть присвоено по сумме достижений.
Не учитываются достижения в соревнованиях, не признаваемых Международной ассоциацией бокса (АИБА) — то есть все наиболее престижные титулы профессионального бокса. В порядке исключения за достижения в профессиональном боксе получили Сергей Ковалёв (2019), Николай Валуев (2021), Дмитрий Бивол (2023).
До середины 2000-х годов звание присваивалось также ветеранам бокса, все достижения которых пришлись на советский период (в списке отмечены **).

## Список
В списке у каждого ЗМС указываются:

 год рождения (или годы жизни);

 место жительства (субъект федерации) на момент присвоения звания;

 основные достижения на международной арене на момент присвоения звания. 

### 1992
- Белоусов, Евгений Александрович[1] (1970; Челябинская обл.) — победитель ИДВ 1990, чемпион Европы и бронзовый призёр ЧМ 1991 (2-й тяжёлый вес).
- Яковлев, Вячеслав Юрьевич[1] (1960; Санкт-Петербург)** — победитель ИДВ 1986, серебряный призёр ЧЕ 1981, 1985, бронзовый призёр ЧМ 1986 (2-й тяжёлый вес).

### 1994
- Лезин, Алексей Владимирович[1] (1973; Ульяновская обл.) — победитель ИДВ 1994 (2-й тяжёлый вес).
- Малахбеков, Раимкуль Худойназарович[1] (1974; Республика Калмыкия) — чемпион Европы 1993, бронзовый призёр ИДВ 1994.

### 1995
30 ноября
- Палиани, Рамаз Камуевич (1973; Москва) — победитель Игр доброй воли 1994[прим 2].
- Саитов, Олег Элекпаевич (1974; Самарская обл.) — серебряный призёр ЧМ 1995, бронзовый призёр ЧМ 1993, ИДВ 1994.

### 1996
29 февраля
- Лебзяк, Александр Борисович (1969; Москва) — серебряный призёр ЧМ 1991, ЧЕ 1993, бронзовый призёр ЧЕ 1991, ИДВ 1994.

30 апреля
- Антонов, Владислав Юрьевич (1966; Санкт-Петербург) — победитель ИДВ 1994, бронзовый призёр ЧМ 1993.
- Гвасалия, Паата Юрьевич (1973; Москва) — победитель ИДВ 1994[прим 3].

30 июня
- Караваев, Сергей Алексеевич (1968; Приморский край) — победитель ИДВ 1994, бронзовый призёр ЧМ 1993.

Все победители Игр доброй воли 1994 года были удостоены звания: трое в 1996 году, двое в 1994—1995 годах.
30 июля
За успехи на Олимпийских играх 1996 года звание присвоено:
- Пакеев, Альберт Александрович (1968; Иркутская обл.) — бронзовый призёр ОИ 1996; также: чемпион Европы 1996.

### 1997
30 июня
- Феофанов, Евгений Иванович (1937—2003; Москва)** — бронзовый призёр ОИ 1960.

30 августа
- Гарбузов, Геннадий Варфоломеевич (1930—2009; Москва)** — бронзовый призёр ОИ 1952.
- Заев, Пётр Иванович (1953; Москва)** — серебряный призёр ОИ 1980 (2-й тяжёлый вес).
- Радоняк, Юрий Михайлович (1935—2013; Москва)** — серебряный призёр ОИ 1968.

30 октября
- Малетин, Александр Иванович (1975; Тюменская обл.) — чемпион мира 1997.

### 1998
30 марта
- Перов, Анатолий Васильевич (1926—2001; Москва)** — бронзовый призёр ОИ 1952.

25 декабря
Звание присвоено единственному россиянину, победившему на Играх доброй воли 1998 года в боксе.
- Мишин, Андрей Михайлович (1979; Иркутская обл.) — победитель ИДВ 1998.

### 1999
2 декабря
- Гайдалов, Тимур Хадалавович (1976; Республика Дагестан) — серебряный призёр ЧМ 1999 (был объявлен чемпионом мира, но решение судей было аннулировано[a 2]).
- Кшинин, Игорь Иванович (1972; Волгоградская обл.) — чемпион Европы 1993, бронзовый призёр ИДВ 1998.

### 2000
17 февраля
- Разяпов, Ильфат Султанович (1975; Челябинская обл.) — серебряный призёр ЧМ 1997, ЧЕ 1998.

2 октября
За успехи на Олимпийских играх 2000 года звание присвоено:
- Гайдарбеков, Гайдарбек Абдулаевич (1976; Республика Дагестан) — серебряный призёр ОИ 2000.
- Ибрагимов, Султан-Ахмед Магомедсалихович (1975; Ростовская обл.) — серебряный призёр ОИ 2000.
- Джамалутдинов, Камиль Алиевич (1979; Москва) — бронзовый призёр ОИ 2000; также: серебряный призёр ЧМ 1999.

25 октября
- Чернышёв, Владимир Фёдорович (1948; Москва[прим 4])** — чемпион Европы 1971 (тяжёлый вес).

### 2001
22 февраля
- Леонов, Александр Николаевич (1978; Москва) — чемпион Европы 2000, бронзовый призёр ИДВ 1998.

4 октября
- Гоголев, Андрей Николаевич (1974; Нижегородская обл.) — чемпион мира 2001.
- Макаренко, Евгений Михайлович (1975; Ханты-Мансийский АО) — чемпион мира 2001.

20 декабря
- Казаков, Сергей Николаевич (1976; Ульяновская обл.) — чемпион Европы 1998, серебряный призёр ЧЕ 2000, бронзовый призёр ИДВ 1998.

### 2002
27 июня
В 2001 году прошли первые чемпионаты мира и Европы по боксу среди женщин. Россиянки выиграли 6 золотых медалей на ЧЕ и 4 на ЧМ; трое стали чемпионками мира и Европы — О. Домуладжанова, Е. Карпачёва (звания удостоены в 2002 году) и И. Синецкая (звания удостоена в 2003 году).
- Домуладжанова, Ольга Витальевна (1969) — чемпионка мира и Европы 2001.
- Карпачёва, Елена Валерьевна (1980; Тульская обл.) — чемпионка мира и Европы 2001.

23 июля
- Балакшин, Георгий Русланович (1980; Республика Саха (Якутия)) — серебряный призёр ИДВ 1998, бронзовый призёр ЧМ 2001[прим 5].
- Поветкин, Александр Владимирович (1979; Московская обл.) — победитель ИДВ 2001 (2-й тяжёлый вес)[прим 5].

### 2003
27 февраля
- Чалая, Татьяна Валерьевна (1976; Ставропольский край) — ЗМС России по кикбоксингу (2000) — чемпионка Европы, серебряный призёр ЧМ 2001.

4 апреля
- Ульянич, Виктор Петрович (1949; Москва[прим 6])** — чемпион Европы 1973, серебряный призёр ЧЕ 1975 (тяжёлый вес).

24 апреля
- Островский, Александр Анатольевич (1959; Омская обл.)** — победитель ИДВ 1986.

26 июня
- Синецкая, Ирина Владимировна (1978; Ставропольский край) — чемпионка мира 2001, 2002, Европы 2001, 2003.

28 августа
- Рагозина, Наталья Юрьевна (1976; Московская обл.) — ЗМС России по кикбоксингу (1998) — чемпионка Европы 2003.

30 октября
- Джабраилов, Хамзат Вадудович (1956—2013; Чеченская Республика)** — чемпион СССР 1979, участник ряда международных соревнований.

### 2004
9 марта
- Артемьев, Александр Викторович (1966; Санкт-Петербург)** — победитель ИДВ 1986.
- Галкин, Пётр Юрьевич (1957; Челябинская обл.)** — чемпион Европы 1983.

Артемьев оставался последним россиянином, выигравшим Игры доброй воли по боксу, но не имевший звания ЗМС СССР или ЗМС России.
… августа
За успехи на Олимпийских играх 2004 года звание присвоено:
- Тищенко, Алексей Викторович (1984; Омская обл.) — олимпийский чемпион 2004.
- Храчев, Мурат Петрович (1983; Карачаево-Черкесская Республика) — бронзовый призёр ОИ 2004.

### 2005
5 апреля
- Алексеев, Александр Вячеславович (1981; Самарская обл.) — чемпион Европы 2004, серебряный призёр ЧМ 2003.

…
- Ковалёв, Геннадий Геннадьевич[1] (1983; Челябинская обл.) — чемпион Европы 2004, серебряный призёр ЧМ 2003, ЧЕ 2002.

### 2006
… марта
- Гладкова, Олеся Владимировна[2] (1980) — ЗМС России по кикбоксингу (2003) — чемпионка мира, серебряный призёр ЧЕ 2005.
- Очигава, Софья Альбертовна[3] (1987; Московская обл.) — чемпионка мира и Европы 2005.

… июня
- Иванова, Галина Владимировна — чемпионка мира и Европы 2005.
- Коробов, Матвей Георгиевич (1983; Москва) — чемпион мира 2005.

…
- Немцова, Юлия Ивановна (1978) — чемпионка мира 2005.
- Сабитова, Елена Викторовна (1980—2008) — чемпионка мира 2001, Европы 2004, 2005.
- Славинская, Ольга Витальевна (1973) — чемпионка мира 2005, Европы 2001, 2004[прим 7].

Звание получили все чемпионки мира 2001 и 2005 годов, ранее не удостоенные звания.

### 2007
…
- Баланов, Андрей Владимирович[1] (1976; Московская обл.) — чемпион Европы 2006, бронзовый призёр ИДВ 2001.

…
- Водопьянов, Сергей Владимирович[1] (1987; Московская обл.) — чемпион мира 2007.
- Селимов, Альберт Шевкетович[1] (1986; Республика Дагестан) — чемпион мира 2007.
- Бетербиев, Артур Асильбекович[1] (1985; Чеченская Республика) — чемпион Европы 2006, серебряный призёр ЧМ 2007.

### 2008
- Яворская, Мария Николаевна[4] (1984) — чемпионка Европы 2006, серебряный призёр ЧМ 2002, ЧЕ 2005, 2007, бронзовый призёр ЧМ 2005, ЧЕ 2003, 2004.
- Тимурзиев, Ислам Яхьяевич[1] (1983—2015) — чемпион Европы 2006, бронзовый призёр ЧМ 2007 (2-й тяжёлый вес).

…
За успехи на Олимпийских играх 2008 года звание присвоено:
- Чахкиев, Рахим Русланович[1] (1983) — олимпийский чемпион 2008.

### 2009
30 ноября
- Мехонцев, Егор Леонидович (1984; Московская обл.) — чемпион мира 2009.

### 2010
5 апреля
- Алоян, Миша Суренович (1988; Новосибирская обл.) — победитель Кубка мира 2008, бронзовый призёр ЧМ 2009.

5 июля
- Абзалимов, Эдуард Маратович (1984; Челябинская обл.) — чемпион Европы 2010, серебряный призёр ЧМ 2009.

13 октября
- Айрапетян, Давид Валерьевич (1983; Ставропольский край) — чемпион Европы 2006, серебряный призёр ЧМ 2009.

### 2011
5 сентября
- Савельева, Елена Владимировна (1984; Республика Башкортостан) — чемпионка мира 2010, серебряный призёр ЧМ 2008, ЧЕ 2009.

### 2012
26 марта
- Торлопова, Надежда Викторовна (1978; Костромская обл.) — чемпионка мира 2010, Европы 2009, 2011.

4 мая
- Коптяков, Максим Валерьевич (1987; Ханты-Мансийский АО — Югра) — чемпион Европы 2011, серебряный призёр ЧЕ 2008.

20 августа
За успехи на Олимпийских играх 2012 года звание присвоено:
- Замковой, Андрей Викторович (1987; Хабаровский край) — бронзовый призёр ОИ 2012; также: серебряный призёр ЧМ 2009.

29 декабря
- Гневанова, Светлана Владимировна (1988; Московская обл.) — чемпионка Европы 2009, 2011, бронзовый призёр ЧМ 2012, ЧЕ 2006, 2007.

### 2013
8 октября
- Кулешова, Александра Владимировна (1990; Челябинская обл.) — чемпионка мира 2012, бронзовый призёр ЧМ 2008.

2 декабря
- Кузьмин, Сергей Васильевич (1987; Санкт-Петербург) — чемпион Европы 2010, серебряный призёр ЧЕ 2013 (2-й тяжёлый вес).

### 2014
6 октября
- Никитин, Владимир Олегович (1990; Белгородская обл.) — серебряный призёр ЧМ 2013, бронзовый призёр ЧЕ 2013.
- Тищенко, Евгений Андреевич (1991; Белгородская обл.) — серебряный призёр ЧМ 2013.
- Чеботарёв, Артём Николаевич (1988; Московская обл.) — чемпион Европы 2010, бронзовый призёр ЧМ 2013.

### 2015
15 декабря
- Дунайцев, Виталий Владимирович (1992; Белгородская обл.) — чемпион мира и Европы 2015.

### 2016
11 апреля
- Белякова, Анастасия Евгеньевна (1993; Московская обл.) — чемпионка мира и Европы 2014.
- Егоров, Василий Михайлович (1993; Республика Саха (Якутия)) — чемпион Европы, серебряный призёр ЧМ 2015.

### 2017
26 июня
- Абрамова, Дарья Алексеевна (1990; Тульская обл.) — чемпионка Европы 2016, бронзовый призёр ЧМ 2012.

### 2019
18 декабря
- Магомедалиева, Зенфира Рамазановна (1988; Республика Дагестан) — чемпионка мира 2014, 2019, чемпионка Европы 2016, 2019.

… августа
- Ковалёв, Сергей Александрович (1983; Челябинская область) — чемпион мира среди профессионалов по различным версиям (2013—2016, 2017—2018, 2019).

### 2020
19 февраля
- Валуев, Николай Сергеевич (1973; Санкт-Петербург) — чемпион мира среди профессионалов в тяжёлом весе по версии WBA (2005—2007, 2008—2009).

3 марта
- Аетбаева, Лилия Тагировна (1993; Кемеровская обл.) — чемпионка мира 2019.

9 сентября
- Бакши, Глеб Сергеевич (1995; Республика Крым) — чемпион мира 2019.
- Гаджимагомедов, Муслим Гамзатович (1997; Краснодарский край) — чемпион мира и Европы 2019, серебряный призёр ЧЕ 2017[25].

### 2021
За успехи на Олимпийских играх звание присвоено:
4 августа
- Хатаев, Имам Абдулаевич (1994; Чеченская Республика) — бронзовый призёр ОИ-2020.

9 августа
- Батыргазиев, Альберт Ханбулатович (1998; Ханты-Мансийский АО) — олимпийский чемпион ОИ-2020.

### 2022
21 апреля
- Далгатова, Саадат Гаджиевна (1988; Московская область) — серебряный призёр ЧМ 2014 и бронзовый призёр ЧМ 2019, ЧЕ 2016.
- Петровский, Марк Вячеславович (1999; Московская область) — чемпион мира 2021.

### 2023
3 февраля
- Бивол, Дмитрий Юрьевич (1990; Санкт-Петербург) — чемпион мира среди профессионалов по версии WBA (с 2017).

20 ноября
- Демурчян, Анастасия Сергеевна (2004; Краснодарский край) — чемпионка мира 2023.